# Astaf
Astaf è un comune dell'Azerbaigian situato nel distretto di Daşkəsən. Conta una popolazione di 361 abitanti.